# Маккензі (Теннессі)
Маккензі (англ. McKenzie) — місто (англ. city) в США, в округах Керролл, Віклі і Генрі штату Теннессі. Населення — 5529 осіб (2020).

## Географія
Маккензі розташоване за координатами 36°8′17″ пн. ш. 88°30′30″ зх. д. / 36.13806° пн. ш. 88.50833° зх. д. (36.137927, -88.508327).  За даними Бюро перепису населення США в 2010 році місто мало площу 16,21 км², уся площа — суходіл.

## Демографія
Згідно з переписом 2010 року, у місті мешкало 5310 осіб у 2040 домогосподарствах у складі 1248 родин. Густота населення становила 328 осіб/км².  Було 2371 помешкання (146/км²).
Расовий склад населення:
| - 80,3 % — білих - 15,7 % — чорних або афроамериканців - 0,3 % — корінних американців - 0,3 % — азіатів - 0,1 % — вихідців з тихоокеанських островів - 1,3 % — осіб інших рас |

До двох чи більше рас належало 2,0 %. Частка іспаномовних становила 3,3 % від усіх жителів.
За віковим діапазоном населення розподілялося таким чином: 19,0 % — особи молодші 18 років, 63,1 % — особи у віці 18—64 років, 17,9 % — особи у віці 65 років та старші. Медіана віку мешканця становила 36,7 року. На 100 осіб жіночої статі у місті припадало 93,2 чоловіків;  на 100 жінок у віці від 18 років та старших — 88,7 чоловіків також старших 18 років.
Середній дохід на одне домашнє господарство  становив 37 414 долари США (медіана — 30 260), а середній дохід на одну сім'ю — 42 763 долари (медіана — 37 303). Медіана доходів становила 36 875 доларів для чоловіків та 30 333 долари для жінок. За межею бідності перебувало 29,3 % осіб, у тому числі 37,5 % дітей у віці до 18 років та 7,1 % осіб у віці 65 років та старших.
Цивільне працевлаштоване населення становило 2046 осіб. Основні галузі зайнятості: освіта, охорона здоров'я та соціальна допомога — 35,9 %, мистецтво, розваги та відпочинок — 11,2 %, роздрібна торгівля — 10,7 %.